# Доля (музика)
Доля (музична) — одиниця ритму і метру. Об'єднання рівних тривалостей в групи лежить в основі дводольних, тридольних тощо музичних (розмірів).
Розрізняють сильні і слабкі долі. Такт є чергуванням сильних і слабких долей. Так, при розмірі 2/4 в такті є одна сильна (перша) і одна слабка (друга) доля, а при розмірі 3/4 в одному такті є одна сильна і дві слабкі долі. У складних розмірах розрізняють також відносно сильні долі (в розмірі 4/4 — третя доля, в 6/8 — четверта тощо).
При позначенні музичного розміру в чисельнику вказують кількість долей у такті (найчастіше — 2,3 або 4), а в знаменнику — тривалість долей (найчастіше — чвертки або вісімки).